# 남서수오미인
남서수오미인(핀란드어: Varsinaissuomalaiset 바르시나이수오말라이세트[*]) 또는 본토핀인(스웨덴어: egentliga Finnar, 영어: Finns proper)은 핀인의 일종으로, 오늘날의 남서수오미(본토핀란드)지역에 살던 민족이다. 남서수오미인들은 스칸디나비아와 지리적으로 가까운 만큼 그 영향을 크게 받았다.
본래 "핀인"은 바이킹 시대에 사미인을 일컫는 말이었다. 그러다 중세에 미카엘 아그리콜라는 핀란드의 민족이 "핀인", 해메인, 카리알라인으로 이루어져 있다고 기록했는데, 이 때가 되면 "핀인"이라 함은 이 남서수오미인들을 일컫는 말이 되었다. 그러다 의미가 확장되어 오늘날 핀란드인 전체를 핀인이라고 부르게 된다.
러시아 측 기록에서는 이들을 숨인(핀란드어: Сумь)이라고 부르며, 1240년 네바강 전투에서 스웨덴측의 동맹군으로 참전했다는 기록이 있다.

## 같이 보기
- 해메인